# Klaus Mäkelä
Klaus Mäkelä (Helsinki, 17 januari 1996) is een Fins dirigent en cellist.

## Persoonlijk
Mäkelä's vader is de cellist Sami Mäkelä en zijn moeder de pianiste Taru Myöhänen-Mäkelä. Zijn grootvader Tapio Myöhänen is violist en altviolist. Zijn jongere zus Ellen Mäkelä speelt altviool en was danseres bij het Finse Nationale Ballet en danst nu bij het Ballet de Catalunya.
Voor enkele muzikale projecten werkte hij samen met zijn partner, de celliste Senja Rummukainen, die in 2014 de eerste prijs won van de Turku National Cello Competition, waarbij Mäkelä de tweede prijs kreeg.

## Muzikale loopbaan

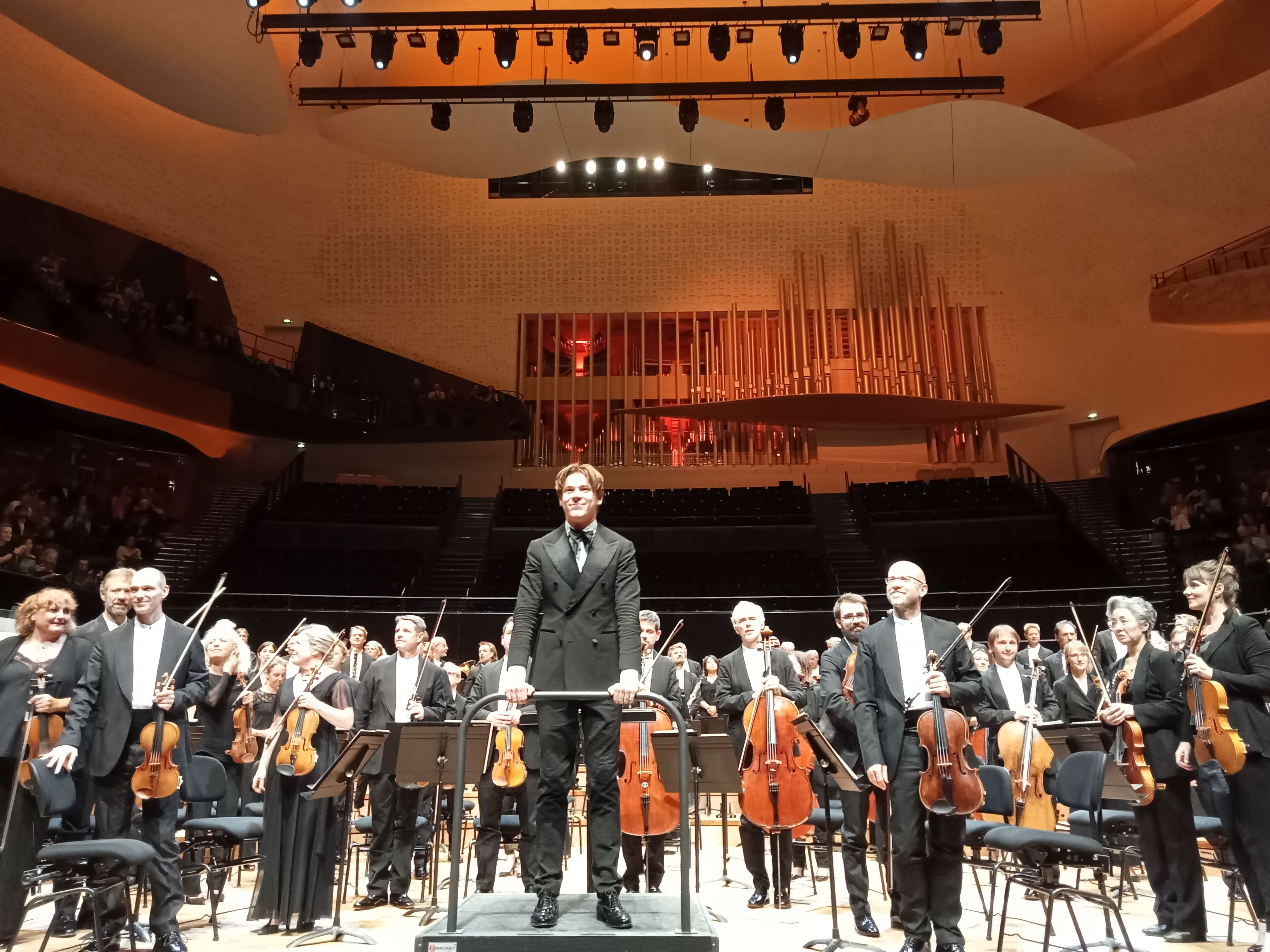
Klaus Mäkelä en het Orchestre de Paris in september 2022

Klaus Mäkelä raakte geïnteresseerd in dirigeren op 12-jarige leeftijd, toen hij zong in het koor van de Finse Nationale Opera. Hij studeerde aan de Sibeliusacademie in Helsinki orkestdirectie bij Jorma Panula en cello bij Marko Ylönen, Timo Hanhinen en Hannu Kiiski. Hij was cellosolist bij Finse orkesten, zoals het Sinfonia Lahti, het Kuopio Symfonieorkest en het Jyväskylä Sinfonia. Hij trad op Finse muziekfestivals op, zoals het Kuhmo Chamber Muziekfestival en het Naantali Muziekfestival. Zijn cello uit 1698 is van de hand van de Milanese vioolbouwer Giovanni Grancino (1637-1709).
In september 2017 dirigeerde Mäkelä voor het eerst het Symfonieorkest van de Zweedse Radio. Op basis van dit optreden kondigde het orkest in december 2017 zijn benoeming aan tot vaste gastdirigent met ingang van het seizoen 2018-2019, met een initieel contract van drie jaar. Mäkelä is de jongste die ooit als dirigent is aangesteld bij het orkest.
Sinds februari 2018 is Mäkelä artistiek directeur van het Turku Music Festival.
In mei 2018 dirigeerde Mäkelä voor het eerst het Filharmonisch Orkest van Oslo. Op basis van dit optreden kondigde het orkest in oktober 2018 de benoeming aan van Mäkelä tot hoofddirigent met ingang van het seizoen 2020-2021, en met een initieel contract van drie seizoenen. Deze benoeming markeert zijn eerste chef-dirigentschap. In mei 2020, nog voor de officiële start van zijn termijn, werd zijn contract verlengd met nog eens vier seizoenen. In 2022 verschenen op het label Decca zijn eerste cd-opnamen met dit orkest, van de complete symfonieën van Sibelius.
In juni 2019 dirigeerde Mäkelä voor het eerst als gastdirigent bij het Orchestre de Paris, dat hem benoemde tot hoofddirigent vanaf het seizoen 2022-2023 met een initieel contract van vijf seizoenen. Van 2020 tot 2022 had hij de functie van muzikaal adviseur.
Met ingang van het seizoen 2022-2023 werd Mäkelä benoemd bij het Koninklijk Concertgebouworkest in Amsterdam met de titel 'artistiek partner' als aanloop naar zijn aanstelling als chef-dirigent in 2027. Zijn contract loopt tot 2032.
In april 2024 werd bekendgemaakt dat Mäkelä zijn aanstelling als chef-dirigent van het Koninklijk Concertgebouworkest zal combineren met diezelfde functie (met de titel music director) bij het Chicago Symphony Orchestra als opvolger van Riccardo Muti.

## Referentie
1. ↑  Huida, Jarmo, "Päävierailijakapellimestariksi 21-vuotiaana", Satakunnan Kansa, 7 augustus 2017. Gearchiveerd op 22 februari 2020. Geraadpleegd op 22 mei 2020.
2. 1 2  Korhonen, Laura, "Päävierailijakapellimestariksi 21-vuotiaana", YLE (Finnish Radio), 11 december 2017. Gearchiveerd op 26 september 2020. Geraadpleegd op 22 mei 2020.
3. ↑  Taavitsainen, Iikka, "Kotiasiat eivät seuraa lavalle", Savon Sanomat, 12 november 2015. Geraadpleegd op 22 mei 2020.
4. ↑  Swedish Radio Symphony Orchestra (4 december 2017). Swedish Radio Symphony Orchestra appoints sought-after conductor (gearchiveerd). Gearchiveerd op 5 december 2020. Persbericht.  Geraadpleegd op 22 mei 2020.
5. ↑  Bjørhovde, Hilde, "Klaus Mäkelä (22) blir ny sjefdirigent i Oslo-Filharmonien", Aftenposten, 3 oktober 2018. Gearchiveerd op 4 oktober 2018. Geraadpleegd op 22 mei 2020.
6. ↑  Oslo Philharmonic (3 October 2018). Klaus Mäkelä ny sjefdirigent fra 2020/21-sesongen. Persbericht.  Geraadpleegd op 22 mei 2020.
7. ↑  Oslo Philharmonic Orchestra (15 May 2020). Klaus Mäkelä extends contract with Oslo Philharmonic. Gearchiveerd op 14 juni 2020. Persbericht.  Geraadpleegd op 22 mei 2020.
8. ↑  Emanuel Overbeeke, CD-recensie, opusklassiek.nl. Gearchiveerd op 27 juni 2022.
9. ↑  Orchestre de Paris (18 June 2020). Klaus Mäkelä, prochain Directeur musical de l'Orchestre de Paris. Persbericht.  Geraadpleegd op 18 juni 2020.
10. ↑  Artistiek partner Klaus Mäkelä, website concertgebouworkest.nl, 10 juni 2022. Gearchiveerd op 20 maart 2023.
11. ↑  Klaus Mäkelä (26) nieuwe chef-dirigent van Koninklijk Concertgebouworkest, de Volkskrant, 10 juni 2022. Gearchiveerd op 31 mei 2023.
12. ↑  Klaus Mäkelä wordt óók chef-dirigent van het Chicago Symphony Orchestra, NRC, 2 april 2024.